# Earle Warren
Earle Warren, manchmal auch Earl Warren geschrieben,  (* 1. Juli 1914 in Springfield, Ohio; † 4. Juni 1994 ebenda) war ein amerikanischer Jazz-Saxophonist (Alt) (gelegentlich auch Sänger), bekannt als Mitglied des Count Basie Orchestra.

## Leben und Werk
Warren spielte in der Familien-Band Klavier, Banjo und Ukulele, bevor er zum Saxophon wechselte. 1933 sang er mit Art Tatum, spielte bei Marion Sears und leitete Mitte der 1930er Jahre eine eigene Bigband in Cincinnati, bevor er 1937 zu Count Basie stieß, dessen Band er bis zu ihrer zeitweiligen Auflösung 1949 angehörte. Bei Basie leitete er die Saxophone, wurde aber nur gelegentlich für Soli eingesetzt. 1945 hatte er Gelegenheit unter eigenem Namen in größere Besetzung für Savoy Records aufzunehmen (Circus in Rhythm); Mitwirkende waren u. a. Harry Sweets Edison, Al Killian, Joe Newman, Dickie Wells, Jimmy Powell, Buddy Tate, Lester Young, Clyde Hart, Freddie Green und Jo Jones.
1949 spielte er in Bands mit seinem Trompeterkollegen aus der aufgelösten Basie-Band, Buck Clayton. In den 1950er Jahren arbeitete er als freiberuflicher Musiker, als Manager für Musiker wie Johnny Otis und Eddie Heywood und als musikalischer Leiter des Apollo Theaters in New York sowie des Howard Theaters in Washington. 1957 tauchte er noch einmal mit einer Basie Allstar Band im TV-Film The Sound of Jazz auf und nahm 1959 an der Europa-Tournee von Buck Clayton teil. Ende des Jahrzehnts wechselte er das Fach. Er leitete Bands für den Rock-Produzenten Allan Freed,  managte James Brown und The Platters und leitete die Begleitband von Diana Ross.  Er trat aber 1961 auf dem Newport Jazz Festival auf und begleitete Lena Horne. Ab 1973 bis 1992 leitete er The Counts Men mit Dicky Wells und Claude Hopkins. Er trat auch in dem Film Born to Swing (1973) von John Jeremy über die Count Basie-Band der 1940er Jahre auf.
Warren war an Plattenaufnahmen von Buck Clayton, Sir Charles Thompson, Milt Buckner und Lester Young beteiligt.

## Lexigraphische Einträge
- Wolf Kampmann (Hrsg.), unter Mitarbeit von Ekkehard Jost: Reclams Jazzlexikon. Reclam, Stuttgart 2003, ISBN 3-15-010528-5.